# Petalidium tomentosum
Petalidium tomentosum är en akantusväxtart som beskrevs av Spencer Le Marchant Moore. Petalidium tomentosum ingår i släktet Petalidium och familjen akantusväxter. Inga underarter finns listade i Catalogue of Life.